# Dinaro della Bosnia ed Erzegovina
Il dinaro è stato la valuta della Bosnia ed Erzegovina tra il 1992 ed il 1998, usata nelle aree sotto il controllo dei musulmani/bosniaci. Non sono state emesse frazioni.
La Bosnia ed Erzegovina dichiarò la propria indipendenza dalla Jugoslavia nel marzo 1992. Il primo dinaro bosniaco fu emesso nel luglio del 1992, in sostituzione del dinaro jugoslavo del 1990 con un tasso di cambio di 1 dinaro bosniaco = 10 dinari jugoslavi "1990". Di conseguenza il dinaro bosniaco si trovò alla pari con il dinaro jugoslavo del 1992, quando questo fu introdotto.
Le prime emissioni furono prodotte ponendo una sovrastampa sulle banconote jugoslave. Dopo una forte inflazione fu introdotto un secondo dinaro nel 1994, in sostituzione del primo con un tasso di 1 "nuovo" dinaro = 10.000 "vecchi" dinari. Entrambe queste valute ebbero la circolazione ristretta all'area sotto il controllo musulmano/bosniaco (cfr. guerra in Bosnia). L'area croata usò il dinaro croato e in seguito la kuna, mentre l'area sotto controllo serbo usò il dinaro della Repubblica Srpska.
Il marco bosniaco sostituì il dinaro nel 1998. Il marco bosniaco è stato convertibile alla pari con il marco tedesco fino a che questo non è stato sostituito dell'euro.